# 600 років м. Чернівці (монета)
«600 ро́ків м. Чернівці́» — ювілейна монета номіналом 5 гривень, випущена Національним банком України. Присвячена адміністративному, економічному і культурному центру, одному з мальовничих міст України — Чернівцям, розташованому на обох берегах річки Прут у передгір'ї Карпат. Перша письмова згадка про Чернівці — 1408 рік — у грамоті молдовського господаря Олександра Доброго, хоча за археологічними даними поселення над Прутом було засновано набагато раніше.
Монету введено в обіг 20 травня 2008 року. Вона належить до серії «Стародавні міста України».

## Опис монети та характеристики
| Номінал грн. | Метал      | Маса, г | Діаметр, мм | Якість виготовлення       | Гурт     | Тираж, штук |
| ------------ | ---------- | ------- | ----------- | ------------------------- | -------- | ----------- |
| 5            | нейзильбер | 16,54   | 35,0        | спеціальний анциркулейтед | рифлений | 45 000      |

### Аверс
На аверсі монети зображено один із символів міста — ажурний ліхтар (праворуч), фрагмент стилізованого орнаменту (ліворуч), який прикрашає дах Чернівецького університету, а також угорі — малий Державний Герб України і написи: «НАЦІОНАЛЬНИЙ»/«БАНК»/«УКРАЇНИ»/«5»/«ГРИВЕНЬ»/«2008» і логотип Монетного двору Національного банку України.

### Реверс

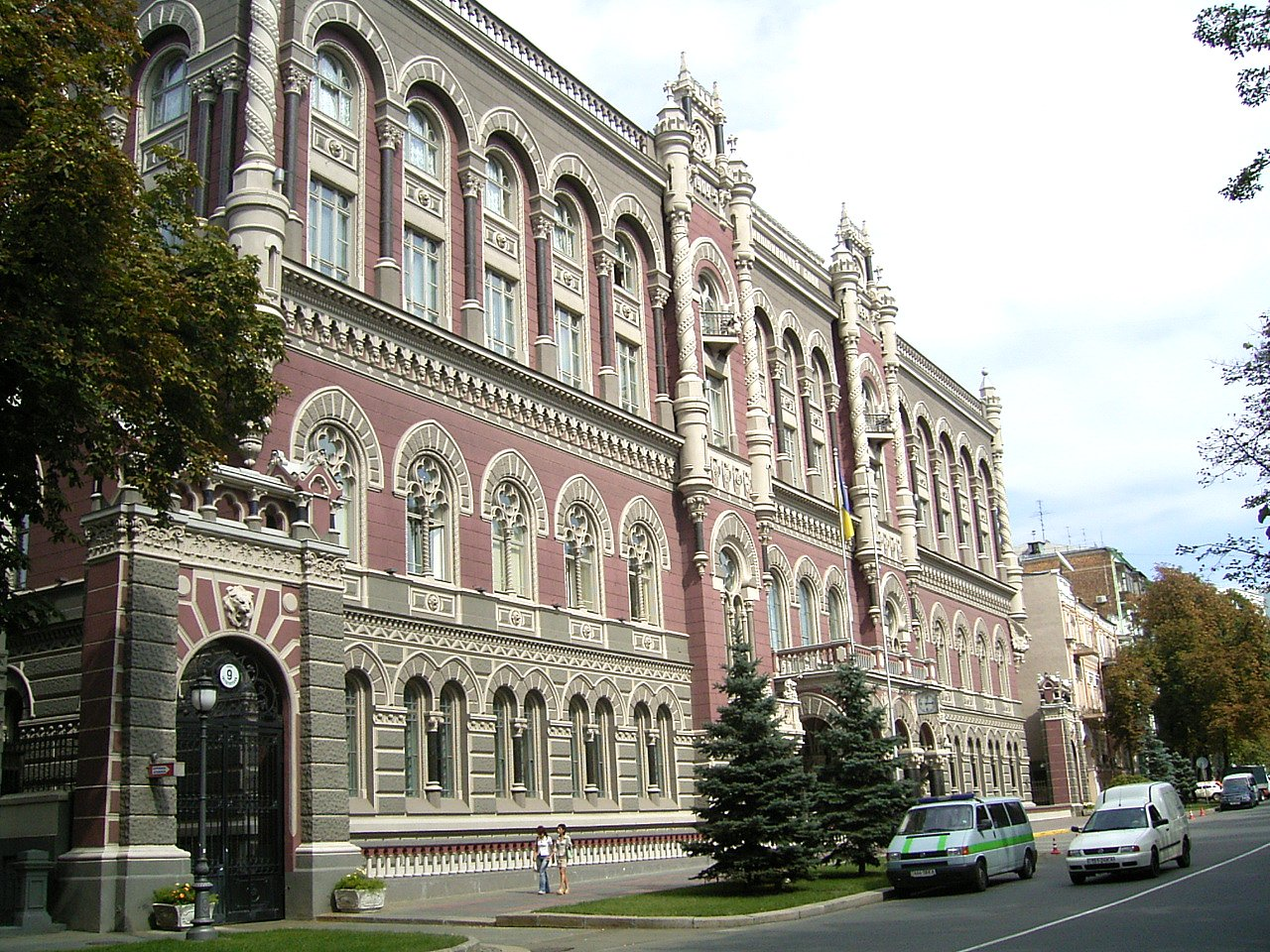
Будівля Національного банку України

На реверсі монети зображено композицію з видатних історико-архітектурних пам'ятників міста, над якою — герб міста та напис «ЧЕРНІВЦІ», унизу — «600»/«років».

## Автори
Художник та скульптор — Атаманчук Володимир.

## Вартість монети
Ціна монети — 20 гривень, була вказана на сайті Національного банку України у 2013 році.
Фактична приблизна вартість монети, з роками змінювалася так:
| Рік        | 2010 | 2011 | 2012 | 2013 | 2014 | 2015 | 2016 | 2017 | 2018 | 2019 | 2020 | 2021 | 2022 | 2023 | 2024 | 2025 |
| ---------- | ---- | ---- | ---- | ---- | ---- | ---- | ---- | ---- | ---- | ---- | ---- | ---- | ---- | ---- | ---- | ---- |
| Ціна, грн. | 25   | 30   | 30   | 30   | 35   | 40   | 70   | 85   | 95   | 100  | 105  | 110  | 130  | 230  | 250  | 300  |